# الشوارع الخلفية (فلم)
الشوارع الخلفية  فيلم دراما مصري للمخرج كمال عطية عام 1974  عن قصة الشاعر والأديب والصحفي عبد الرحمن الشرقاوي، كتب السيناريو والحوار المؤلف عبد المجيد أبو زيد. الفيلم من بطولة ماجدة الخطيب، نور الشريف، محمود المليجي، سناء جميل، محمد توفيق، وراوية عاشور  وتدور أحداث الفيلم خلال ثلاثينيات القرن العشرين وما يحدث لضابط الجيش المصري، شكري عبد العال، بعد فصله وتفاصيل حياة جيرانه المتباينة.
صدر الفيلم إلى دور العرض المصرية في 19 أغسطس 1974.
كان العرض الأول في دار سينما ميامي بمنطقة وسط القاهرة.
منح موقع قاعدة بيانات الأفلام على الإنترنت (IMDB) الفيلم درجة 4.6/ 10.
منح موقع قاعدة بيانات الأفلام العربية «السينما.كوم» الفيلم درجة 6.4/ 10.

## طاقم التمثيل
ماجدة الخطيب: في دور رجاء (الراقصة)
نور الشريف: في دور سعد داود/ سوسو (طالب)
محمود المليجي: في دور شكري عبد العال (ضابط جيش متقاعد)
سناء جميل: في دور عديلة هانم (والدة سعد)
محمد توفيق: في دور داود أفندي (والد سعد)
راوية عاشور: في دور درية شكري عبد العال
رجاء حسين: في دور ألطاف (خادمة بيت داود أفندي)
عبد الرحمن أبو زهرة: في دور الدكتور عبد العزيز خليفة (طبيب القصر العيني)
أشرف عبد الغفور: في دور شوقي خليفة (الطالب زميل سعد وشقيق الدكتور عبد العزيز)
سلامة إلياس: في دور ناظر المدرسة
فاروق نجيب: في دور عطا الله
حسن حسين: في دور أمين أفندي البغل (صديق شكري عبد العال)
سميرة محسن: في دور ميمي (زوجة أمين أفندي البغل)
محمد شوقي: في دور الشيخ حمزة دبور (جار أمين أفندي البغل)
عبد الغني النجدي: في دور عبد المعبود
عصمت عباس: في دور شوكت المغربي (الطالب زميل سعد)
علية عبد المنعم: في دور سعاد هانم (جارة شكري عبد العال)
رجاء صادق: في دور سميرة شكري عبد العال
سعيد خليل: في دور الاميرلاى نشأت (زميل شكري)
ليلى فهمي: في دور أنيسة (خادمة بيت شكري عبد العال)
مشيرة إسماعيل: في دور ميرفت داود (شقيقة سعد)
محمد الزكي: في دور كمال الصفطاوي
أحمد عبد الوارث: في دور ممثل المسرح
صالح الإسكندراني: في دور النجار
فاروق علي: في دور بائع الجرائد
فهمي أمان: في دور أدهم بك
محمود أبو زيد: في دور عبده
بالاشتراك مع: قدرية قدري 

## أحداث الفيلم
يرفض شكري عبد العال (محمود المليجي)، الضابط بالجيش المصري، أوامر الإنجليز بإطلاق الرصاص على المتظاهرين في عام 1935، ويضرب السيرجنت الإنجليزي بالكرسي، فيتم فصله من الخدمة. يعيش شكري، بعد فصله، لرعاية بناته درية (راوية عاشور) وسميرة (رجاء صادق)، بينما تحاول جارتهم سعاد هانم (علية عبد المنعم) التقرب من شكري بعد موت زوجته، مما يثير إستياء ابنته سميرة التي تحاول إغلاق باب هذه العلاقة وتساعدها الخادمة أنيسة (ليلى فهمي). يقضي شكرى وقته في السهر في بيت أمين أفندي البغل (حسن حسين) وزوجته الشابة اللعوب ميمي (سميرة محسن)، ويشرب الخمر ويشاهد الراقصة رجاء (ماجدة الخطيب)، ومعه جاره عبد العزيز خليفة (عبد الرحمن أبو زهرة) الطبيب بالقصر العيني، المرتبط عاطفيا بالراقصة رجاء. يقيم في نفس المبنى داود أفندي (محمد توفيق) مع زوجته عديلة هانم (سناء جميل) وابنهما سعد (نورالشريف) وإبنتهما ميرفت (مشيرة إسماعيل). كان سعد يعاني، صغيرا، من شجار والدته مع والده، بسبب أن والدته تنتمي لطبقة أعلى من طبقة والده، وكانت الخادمة ألطاف (رجاء حسين) تحنو عليه، وتأخذه في أحضانها كأنها تخفف عنه، بينما كانت تتحسسه كأنثى، فلما شب كان يزورها ليلا في المطبخ حيث تنام، حتى ضبط يوما والده داود افندي، يزورها أيضا في مرقدها. كان سعد يستاء من تدليل أمه الزائد له، وكأنه مازال طفلا صغيرا، حتى أنها مازالت تناديه باسم الدلع سوسو، وكانت تهينه هو ووالده أمام صديقاتها. يتمرد سعد على ضعف شخصيته بالمنزل، بالاشتراك بالمدرسة في قيادة الطلبة للتظاهر ضد الإنجليز، ومعه زميله شوقي (أشرف عبد الغفور) شقيق الدكتور عبد العزيز، وعطا لله (فاروق نجيب) وشوكت (عصمت عباس). يقاوم الطلبة تعنت ناظر المدرسة (سلامة إلياس) الذي يطردهم من المدرسة، حتى يحضروا أولياء أمورهم. يرفض داود افندي الذهاب مع ابنه سعد، الذي يلجأ لشكري عبد العال، ولكن الناظر الموالى للإنجليز، عندما يشاهد شكري، يوافق على عودة الطلبة، ماعدا سعد، مما يجعل الطلبة يزيدون من تظاهرهم ضد الناظر. يقيم سعد علاقة عاطفية مع درية شكري، بينما كان صديقه شوقي على علاقة بشقيقته ميرفت. تعاني الراقصة رجاء من مرض السل الرئوي، ويتخلى عنها شكري، بينما يعاونها عبد العزيز دون اعتبار لكلام الناس. يعمد الاميرلاى نشأت (سعيد خليل) التعالي على زميل دفعته شكري، ويعرض عليه العودة للخدمة في الجيش برتبة اللواء، ويوافق شكري بالطبع، ولكنه يشترط عدم اطلاق الرصاص على الطلبة في المظاهرات. يحتفظ الشيخ حمزة دبوس (محمد شوقي) المقيم في عمارة أمين أفندي البغل، بمنشورات الطلبة في شقته سرا، وقد تم القبض عليه. جاء ضابط الشرطة كمال الصفطاوي (محمد الزكي) لتفتيش سكن الشيخ حمزة، ولكن ميمي ترفض تسليمه المفتاح، وحيث أن الضابط كان من معارف الدكتور عبد العزيز، فكتب في تقريره أنه لم يجد شيئا. يقوم الطلبة بنقل حقيبة المشورات، وتساعدهم الراقصة رجاء المريضة، باعتبارها متوجهة للقصر العيني للعلاج، ومعها حقيبة ملابسها، وتسلم المنشورات للدكتور عبد العزيز. تندلع المظاهرات عام 1936 مطالبة بالدستور، ويرفض شكرى عبد العال إطلاق النار على الطلبة، ولكن الإنجليز يطلقون النار فيسقط سعد ويفارق الحياة.  

## وصلات خارجية
- مقالات تستعمل روابط فنية بلا صلة مع ويكي بيانات
- الشوارع الخلفية على موقع الدهليز
- الشوارع الخلفية على موقع كاروهات